# 骨項兵鯰
骨項兵鯰，為輻鰭魚綱鯰形目美鯰科的其中一種，為熱帶淡水魚。分布於南美洲奧里諾科河及蘇利南沿岸淡水流域，體長可達4公分，棲息在底層水域，生活習性不明。

## 扩展阅读
維基物種上的相關：骨項兵鯰